# Doratura homophyla
Doratura homophyla är en insektsart som beskrevs av Flor 1861. Doratura homophyla ingår i släktet Doratura och familjen dvärgstritar. Enligt den finländska rödlistan är arten nära hotad i Finland. Arten är reproducerande i Sverige. Artens livsmiljö är torra gräsmarker. Inga underarter finns listade i Catalogue of Life.